# Bezirk Oudenaarde
Der Bezirk Oudenaarde ist einer von sechs Bezirken (Arrondissements) in der belgischen Provinz Ostflandern. Er umfasst eine Fläche von 418,80 km² mit 128.081 Einwohnern (Stand: 1. Januar 2024) in zehn Gemeinden.

## Gemeinden im Bezirk Oudenaarde
| Gemeinde          | Einwohner 1. Januar 2024 | Fläche km² | Dichte Einw./km² | NIS- Code | Postleitzahl    |
| ----------------- | ------------------------ | ---------- | ---------------- | --------- | --------------- |
| Brakel            | 15.073                   | 56,46      | 267              | 45059     | 9660–9661       |
| Horebeke          | 2.012                    | 11,20      | 180              | 45062     | 9667            |
| Kluisbergen       | 6.888                    | 30,38      | 227              | 45060     | 9690            |
| Kruisem           | 15.961                   | 70,69      | 226              | 45068     | 9750, 9770–9772 |
| Lierde            | 6.874                    | 26,13      | 263              | 45063     | 9570–9572       |
| Maarkedal         | 6.323                    | 45,63      | 139              | 45064     | 9680–9681, 9688 |
| Oudenaarde        | 32.702                   | 68,06      | 480              | 45035     | 9700            |
| Ronse             | 27.356                   | 34,48      | 793              | 45041     | 9600            |
| Wortegem-Petegem  | 6.552                    | 41,96      | 156              | 45061     | 9790            |
| Zwalm             | 8.340                    | 33,82      | 247              | 45065     | 9630, 9636      |
| Bezirk Oudenaarde | 128.081                  | 418,81     | 306              | 45000     | –               |

## Veränderungen im Gemeindebestand
2019: 
- Fusion von Kruishoutem und Zingem → Kruisem